# Норис (Јужна Каролина)
Норис (енгл. Norris) град је у америчкој савезној држави Јужна Каролина.

## Демографија
По попису из 2010. године број становника је 813, што је 34 (-4,0%) становника мање него 2000. године.
| Група             | 2000.       | 2010.       |
| Белци             | 744 (87,8%) | 728 (89,5%) |
| Афроамериканци    | 82 (9,7%)   | 52 (6,4%)   |
| Азијати           | 6 (0,7%)    | 0 (0,0%)    |
| Хиспаноамериканци | 2 (0,2%)    | 25 (3,1%)   |
| Укупно            | 847         | 813         |